# 灯り (ストレイテナー×秦基博の曲)
「灯り」（あかり）は、ストレイテナーのシングル。2017年11月15日にユニバーサルミュージックから発売された。

## 概要
- シンガーソングライターの秦基博との共同制作で、バンドとして初めてのコラボレーション作品となる。ストレイテナーの方から秦基博に声をかけ実現[1]。作詞作曲はホリエアツシと秦基博の共同作業となり、バンドアレンジをストレイテナーで行った。楽曲中では2人のツインボーカルとなっている。

- ハウステンボス「2017 星のクリスマス」CMソングとしてタイアップ[2]。

- カップリングには秦基博の楽曲である鱗がストレイテナーによるカバーバージョンで収録された[3]。

- アルバム『Future Soundtrack』収録。

## 収録曲

### CD
1. 灯り/ストレイテナー×秦基博（作詞・作曲：ホリエアツシ,秦基博）
2. 鱗(うろこ)/ストレイテナー（作詞・作曲：,秦基博）
3. 灯り instrumental/ストレイテナー×秦基博
4. 鱗(うろこ) instrumental/ストレイテナー

## 演奏
灯り
- 秦基博：Vocal, Acoustic Guitar
- ホリエアツシ：Vocal, Synthesizer
- 大山純：Electric Guitar
- 日向秀和：Bass
- ナカヤマシンペイ：Drums

鱗(うろこ)
- ホリエアツシ：Guitar, Vocal, Synthesizer
- 大山純：Guitar
- 日向秀和：Bass
- ナカヤマシンペイ：Drums